# Priemsnavelheremietkolibrie
De priemsnavelheremietkolibrie (Phaethornis bourcieri) is een vogel uit de familie Trochilidae (kolibries). De vogel is genoemd naar de Franse ornitholoog Jules Bourcier.

## Verspreiding en leefgebied
Deze soort komt voor in het noordelijk Amazonebekken en telt twee ondersoorten:
- P. b. bourcieri: oostelijk Colombia, zuidelijk Venezuela, de Guiana's, noordelijk Brazilië (ten noorden van de Amazonerivier) en noordelijk Peru.
- P. b. major: Brazilië (ten zuiden van de Amazonerivier).